# IJstaart

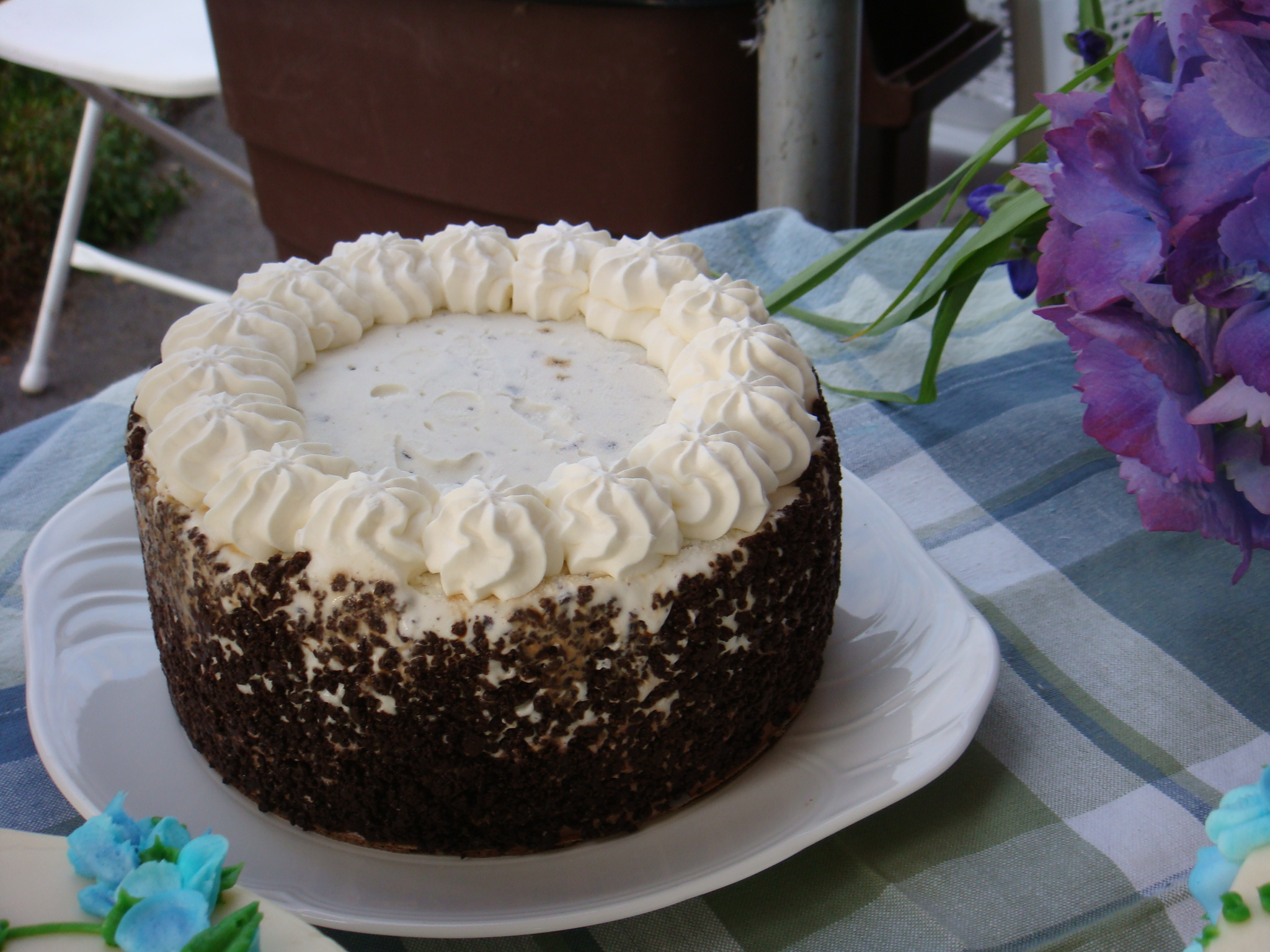
Een ijstaart van het merk Groom's

Een ijstaart is een variant consumptie-ijs in de vorm van een taart. IJstaart bestaat uit lagen roomijs en cake of chocolade, soms met een bodem van koekjesdeeg. IJstaarten zijn met name populair in Australië, de Verenigde Staten en in Scandinavië.
IJstaarten zijn commercieel verkrijgbaar in het vriesvak van de supermarkt en verschenen in die vorm in de jaren 60 (Amerika) en jaren 70 (Europa) van de twintigste eeuw in de winkels. Het is voor Zweden een belangrijk exportproduct. De oudste ijstaartrecepten zijn van 1870. De bombe is anders maar vergelijkbaar en stamt ook uit de victoriaanse tijd.
In Australië is het gebruikelijk om bij verjaardagen een ijstaart te serveren als verjaardagstaart. In België is het traditie dat bij een communie of lentefeest een ijslam geserveerd wordt, het kind mag dan de kop aansnijden waaruit grenadine vloeit.  Met kerst wordt in België vaak een kerststronk als dessert geserveerd, dit kan biscuitgebak zijn, maar de ijsstronk is populairder. Deze langwerpige ijstaart wordt versierd met marsepeinen of suikeren figuurtjes en chocola.
Voorbeelden van ijstaarten zijn omelette sibérienne en Viennetta.